# 18964 Fairhurst
18964 Fairhurst è un asteroide della fascia principale. Scoperto nel 2000, presenta un'orbita caratterizzata da un semiasse maggiore pari a 2,4633250 UA e da un'eccentricità di 0,1610320, inclinata di 2,84936° rispetto all'eclittica.